# Station Jelsum
Jelsum (Js) was een stopplaats aan de voormalige spoorlijn Leeuwarden - Anjum. De halte werd geopend op 22 april 1901 en gesloten op 1 december 1940, nadat het zwaar beschadigd was geraakt na een bombardement.
Dit station is gebouwd naar het stationsontwerp met de naam Standaardtype NFLS, die werd gebruikt voor verschillende spoorwegstations in Friesland. Het station Jelsum viel binnen het type NFLS halte 3e klasse.